# 复兴路 (合肥)
复兴路是安徽省合肥市的一条东西向次干道，得名自当地地名复兴村（现复兴社区，原村址位于柏堰湾路与天堂寨路交口附近）。道路东起北雁湖西岸的永和路，经创新大道、石莲南路后止于通威太阳能公司东侧的长宁大道，再起于方兴大道，经火龙地路、孔雀台路、鸡鸣山路、侯店路后止于将军岭路，东段长2.8公里，西段长2.6公里。沿路有合肥高新中加学校、合肥市梦园小学西区、中国科学技术大学高新校区等。

## 轨道交通
- █ 4号线：复兴集站